# Эванс-Притчард, Эдвард
Э́двард Э́ван Э́ванс-При́тчард (используется также вариант Эванс-Причард; англ. Edward Evan (E. E.) Evans-Pritchard; 21 сентября 1902, Кроуборо, Восточный Суссекс, Великобритания — 11 сентября 1973, Оксфорд) — британский социально-культурный антрополог, представитель структурного функционализма, основатель политической антропологии.

## Биография
Окончил Винчестерский колледж, Оксфордский университет (Эксетер-колледж) и аспирантуру Лондонской школы экономики, где попал под влияние Бронислава Малиновского. В первую полевую экспедицию отправился изучать народность занде в Южном Судане. В соответствии со сформулированными Малиновским каноном этнографического исследования Эванс-Притчард выучил язык занде, постоянно проживал в деревне занде и даже обращался к местным колдунам и прорицателям и выполнял их указания. (Эванс-Притчард станет мировым лидером в изучении колдовства, как отмечал Алан Макфарлейн.) Некоторое время преподавал в Лондонской школе экономики, в 1930 году отправился на изучение суданских нуэров. Несмотря на объективные сложности в установлении контакта с нуэрами (британская колониальная администрация и нуэры фактически находились в состоянии войны), ему удалось добиться расположения племени — в частности, для того, чтобы добиться уважения скотоводов нуэров, ему пришлось обзавестись несколькими коровами. Кроме занде и нуэров, Эванс-Притчард также собрал значительный этнографический материал по ануакам, луо, шиллукам и бедуинам.
Получивший странные прозвища «Какарика», «Тедди», он месяцами одиноко бродил в буше, привычно спасаясь от москитов навозом, вымазав им лицо, шею и руки. Он предохранял себя от «злых чар» заклинаниями, рекомендованными колдунами. Он готов был часами вести разговоры с туземцами о вещах настолько самоочевидных для них, что нередко его вежливо выпроваживали вон
В 1932 году начал работу в Каирском университете, где познакомился с Мейером Фортесом и Альфредом Радклифф-Брауном и попал под влияние теоретических идей последнего. Кроме него и Малиновского, Эванс-Притчард испытал значительное влияние французской социологической школы. Две вышедшие в 1940 году монографии и сборник «African Political Systems» заложили основы политической антропологии. Во время Второй мировой войны Эванс-Притчарда пытался попасть в действующую армию, а после отказа ему удалось убедить африканские племена Судана выступить на стороне Британской империи против оккупировавшей Эфиопию Италии. В 1944 году он перешёл в католицизм. После войны последовательно преподавал в Кембриджском и Оксфордском университетах, где занимался преимущественно преподаванием и кабинетными исследованиями. В 1946 году занял пост заведующего кафедрой социальной антропологии Оксфордского университета вместо Радклифф-Брауна.
Эванс-Притчард исследовал религию, магию, системы родства, брак, политические системы, восприятие пространства и времени и другие аспекты культуры у африканских племён. Наибольший вклад он внёс в изучение магии, доказав на примере занде и нуэров, что магия имеет рациональное содержание и часто служит для снятия напряжения в обществе. Большинство более ранних теорий о «примитивности» религий им отвергались как умозрительные и не подтверждённые этнографическим материалом. Также Эванс-Притчард отстаивал отнесение антропологии к гуманитарным, а не к естественнонаучным дисциплинам, а также считал, что антропология должна тесно взаимодействовать с исторической наукой. В работе «The Sanusi of Cyrenaica» Эванс-Притчард осуществил попытку синтеза социально-культурной антропологии и истории.
Несмотря на традиционную идентификацию Эванс-Притчарда как представителя структурного функционализма, его идеи входят в серьёзное противоречие с основными положениями Альфреда Радклифф-Брауна, а сам он негативно отзывался о Брониславе Малиновском («...его собственный вклад в существо дела был скорее отрицательным, чем положительным») и сдержанно — о Радклифф-Брауне («Главный вклад Рэдклифф-Брауна в антропологическую науку состоял в привнесенных им ясных теоретических определениях и заключался в его счастливом умении всегда отобрать нужный термин»).

### На русском языке
- Эванс-Причард Э.Э. — Нуэры: Описание способов жизнеобеспечения и политических институтов одного из нилотских народов. / [Отв. ред. и авт. предисл. Л. Е. Куббель]. — М.: Наука, 1985. — 236 с.
- Эванс-Причард Э.Э. — История антропологической мысли / Пер. с англ. Елфимова А.Л. — М.: Восточная литература, 2003. — 358 с.
- Эванс-Притчард Э.Э. — Теории примитивной религии — М.: ОГИ, 2004. — 144 с., 3 000 экз. ISBN  5-94282-174-7